# Мериджа, Амар
Амар Мериджа (араб. عمار مريجة‎; род. 17 марта 1976) — алжирский дзюдоист, представитель лёгкой, полулёгкой и суперлёгкой весовых категорий. Выступал за национальную сборную Алжира по дзюдо в период 1994—2008 годов, восьмикратный чемпион Африки, дважды чемпион Всеафриканских игр, серебряный и бронзовый призёр Средиземноморских игр, победитель и призёр многих турниров национального и международного значения, участник четырёх летних Олимпийских игр.

## Биография
Амар Мериджа родился 17 марта 1976 года.
Впервые заявил о себе в дзюдо в 1994 году, выступив на юниорском мировом первенстве в Каире. Год спустя вошёл в основной состав алжирской национальной сборной и дебютировал в Кубке мира.
В 1996 году занял пятое место на чемпионате мира среди юниоров в Порту, выступил на этапах Кубка мира в Будапеште, Праге и Риме, а также на летних Олимпийских играх в Атланте, где в категории до 60 кг два поединка выиграл и два поединка проиграл, в частности в утешительном турнире за третье место был остановлен россиянином Николаем Ожегиным.
В 1997 году в полулёгком весе одержал победу на чемпионате Африки в Касабланке, выиграл серебряную медаль на Средиземноморских играх в Бари, занял седьмое место на чемпионате мира в Париже.
В 1998 году победил на африканском первенстве в Дакаре, взял бронзу на всемирном военном чемпионате в Санкт-Петербурге.
На Всеафриканских играх 1999 года в Йоханнесбурге одолел всех соперников в полулёгком весе и завоевал золото. При этом на мировом первенстве в Бирмингеме попасть в число призёров не смог.
В 2000 году занял первое место на домашнем чемпионате Африки в Алжире и благодаря череде удачных выступлений удостоился права защищать честь страны на Олимпийских играх в Сиднее. Уже в стартовом поединке категории до 66 кг потерпел поражение от американца Алекса Оттиано и сразу же выбыл из борьбы за медали.
В 2001 году победил на чемпионате Африки в Триполи, стал бронзовым призёром Средиземноморских игр в Тунисе, расположился на пятой строке в итоговом протоколе чемпионата мира в Мюнхене, уступив в 1/8 финала россиянину Исламу Мациеву.
В 2002 году получил серебро на африканском первенстве в Каире, принял участие в Суперкубке мира в Париже.
На чемпионате мира 2003 года в Осаке остановился на стадии 1/16 финала, при этом был вторым на международном турнире в Марселе.
На чемпионате Африки 2004 года в Тунисе взял золото. Благополучно прошёл отбор на Олимпийские игры в Афинах, в категории до 66 кг одержал две победы и потерпел два поражения.
После афинской Олимпиады Мериджа остался в составе дзюдоистской команды Алжира на ещё один олимпийский цикл и продолжил принимать участие в крупнейших международных соревнованиях. Так, в 2005 году он победил на африканском первенстве в Порт-Элизабете, показал пятый результат на Суперкубке мира в Гамбурге, отметился выступлением на мировом первенстве в Каире.
В 2006 году стал третьим на международном турнире в Тунисе, победил на чемпионате Африки в Маврикии.
В 2007 году в лёгком весе был лучшим на домашних Всеафриканских играх в Алжире и на турнире в Марселе, боролся на чемпионате мира в Рио-де-Жанейро.
На африканском первенстве 2008 года в Агадире выиграл очередную золотую медаль, став таким образом восьмикратным чемпионом Африки по дзюдо. Позже отправился выступать на Олимпийских играх в Пекине, где в категории до 73 кг был побеждён представителем Белоруссии Константином Семёновым. Вскоре по окончании этих соревнований принял решение завершить спортивную карьеру.